# جوزيف إي. هوارد
جوزيف إي. هوارد (بالإنجليزية: Joseph E. Howard)‏ هو كاتب أغاني وملحن وشاعر أمريكي، ولد في 12 فبراير 1867، وتوفي في 19 مايو 1961 في شيكاغو في الولايات المتحدة.

## وصلات خارجية
- جوزيف إي. هوارد على موقع IMDb (الإنجليزية)
- جوزيف إي. هوارد على موقع ميوزك برينز (الإنجليزية)
- جوزيف إي. هوارد على موقع قاعدة بيانات برودواي على الإنترنت (الإنجليزية)
- جوزيف إي. هوارد على موقع أول ميوزيك (الإنجليزية)
- جوزيف إي. هوارد على موقع ديسكوغز (الإنجليزية)
- جوزيف إي. هوارد على موقع قاعدة بيانات الفيلم (الإنجليزية)